# Szeikan-alagút

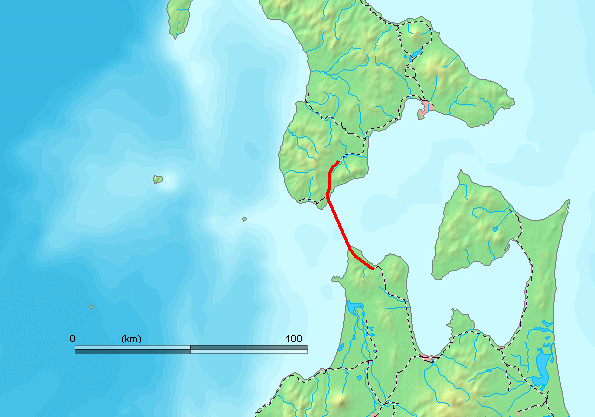
Az alagút térképvázlata

A Szeikan-alagút (青函トンネル, Szeikan tonneru vagy 青函隧道, Szeikan zuidó) Honsút köti össze Hokkaidó szigetével Japánban. Hossza 53,85 km, mellyel jelenleg a második leghosszabb vasúti alagút a világon. A rangsorban a helyét 2016-tól az európai Gotthárd-bázisalagút vette át.
1971-ben döntötték el az alagút megépítését, mivel a két sziget között az áru- és személyforgalom növekedését (1955 és 1965 között például megduplázódott) nem bírta már a hajóforgalom ellátni. 34 ember vesztette életét a munkálatok során. 1988. március 13-án nyitották meg az alagutat, melynek végső költsége elérte a 3,6 milliárd amerikai dollárt.
Az alagút 53,85 km hosszából 23 km van a tenger, legmélyebb pontja 240 m-rel a vízszint alatt. A vasúti alagút belső szélessége 7,9 m, magassága 9,7 m. Kivitelezője a Japán Vasútépítő Állami Vállalat volt. Az alagút a 4 órás komputazást kétórás vasúti utazásra rövidítette. A nagy sebességű Sinkanszen 50 perc alatt halad át az alagúton.

## Története
Már a második világháború előtt felmerült, hogy Japán négy nagy szigete között „száraz” összeköttetést teremtsenek. A népesség nagyobb és könnyebb mozgási lehetőségével a nagyvárosaik lakosságszáma közötti már zavaró méreteket öltő egyensúlyi zavart kívánták ezzel kiküszöbölni. A két legnagyobb sziget – Hokkaidó és Honsú – között a Japán északi részén (Vlagyivosztok magasságában fekvő) Cugaru alatt alagutat irányoztak elő. A helyszíni vizsgálatokat 1946-ban, a tervezést 1950-ben kezdték el.
Már ekkor látszott, hogy a munka nem lesz könnyű, hiszen a világ leghosszabb vasúti alagútját 140 m mélységben egy tengerszoros alatt kívánták megépíteni. 1954 szeptemberében egy tájfun a japán vasutak öt kompját süllyesztette el, 1430 emberéletet követelve. A tragédiával az is nyilvánvalóvá vált, hogy az alagút az időjárástól független, biztonságos közlekedést szolgál majd. 1955-ben a japán vasúttársaság (JNR) a Cugaru-szoros viszonyainak részletesebb vizsgálatára adott megbízást. Számos ijesztő körülmény merült fel. Az előkészítő felderítést a mély víz, az erős árapály-áramlatok, a nagy hullámok és a köd sokszor lehetetlenné tették. Az altalaj összetétele is igen változatosnak bizonyult. A japán szigeteket – eltérően az észak-amerikai és az európai talajtömegektől, amelyek nyugodt földkéreglemezek részei – viszonylag fiatal képződmények alkotják, tele vetőkkel és gyűrődésekkel.

### A talajfelderítés
A fúrásos talajfelderítést egy hajóról a tengerfenékre leeresztett és ott rögzített fúrógéppel kezdték, de kotrással is vettek mintákat. A fúrást 6 méter mélységig a hajóról távirányították. Magmintákat is lehetett venni, amik megbízhatóbb adatokat szolgáltattak. A mintavétel persze pontosabb beállítást követelt az eredményes munkához. Kísérleteztek a fúrógépnek mini-tengeralattjáróval való működtetésével is, az ár-apály keltette áramlatok azonban ezt túl veszélyessé tették.
Ez idő tájt a magmintavételt már kiegészítették más talajfelderítő módszerek, mint az ultrahang-visszaverődéses és a szeizmikus vizsgálatok. A szeizmikus vizsgálatokhoz a tengerfenék közelében dinamitot robbantottak, és víz alatti geofonok mérték a visszaverődési hullámok útjának időszükségletét. Ebből határozták meg a geológiai formációk határait. Később, az alagút iránytárójának fejtésekor, annak homloka előtt magmintavevő furatokat indítottak. Minél nehezebbé vált a fejtés, annál gyakrabban volt szükség előfúrásokra, de ez bizonyult a legmegbízhatóbb geológiai feltárási módszernek.
A talajfelderítés megmutatta, hogy az alagút nyomvonalába eső kőzetfajták legnagyobb része elég szilárd a biztonságos fejtéshez. Ám a Honsú felőli végen levő bazalt és andezit formációk sok helyütt tartalmaztak repedezett vízáteresztő zónákat. A tervezett alagút közepe táján viszont viszonylag puha szakaszokat is találtak.
Ebből adódóan a legfontosabb műszaki feladat az lett, hogy a tengervíz távol tartására kőzettömítő injektálási, szilárdítóanyag-besajtolási módszert fejlesszenek ki, mert enélkül lehetetlenné vált volna a fejtés. Kiterjedt kísérletekbe kezdtek, amelyeket különböző, a tengerfenéken várthoz hasonló gyenge talajokban és repedezett vulkáni kőzetekben végeztek a szárazföldön. A szilárdsági próbák két évig tartottak. Nélkülözhetetlennek bizonyultak az iránytáróból végzendő előfúrások, hogy hű képet nyerjenek az ott uralkodó geológiai viszonyokról és a vízbetörések várható helyeiről.
Sok előfúrást egy újdonságnak számító „visszafordított áramlású” módszerrel készítettek. Ugyanezzel a módszerrel 1981-ben 2150 m hosszú, vízszintes furatot készítettek, máig a leghosszabbat. Az összesen 121 km hosszban, több mint 270 vízszintes furat készült.

### Az építés
A fő alagút földmunkáját 1971-ben kezdték. Két – déli, illetve északi irányban haladó – munkacsoport fejtette egymással szemben hagyományos robbantás módszerével az injektálással szilárdított talajban a fenék kőzetét, ami lágy alluviális üledékek és vulkáni kőzet (bazalt, riolit és andezit) volt vegyes megjelenéssel.
Az alagúti műtárgy hármas elrendezésű: a vasúti közlekedésre szolgáló fő alagút fejtési szelvénye átlagosan 11 m, az iránytáró szerepét betöltő és az építést kiszolgáló alagutak 5–5 m szélességűek. Ez utóbbiak a vasúti üzem idején az állagfenntartó eszközök szállítására szolgálnak. Az alagutak építésénél az altalajviszonyokhoz alkalmazkodva különböző munkamódszereket alkalmaztak. Mivel az alagutat nagy víznyomás terhelte, a főte feletti talajban szilárdítással egy vízzáró réteget képeztek ki injektálással, és ennek védelme alatt haladtak előre.
A fejtés helyén lövelltbetont és kőzethorgonyzást is alkalmaztak. A falazatot 70 cm vastagságban betonozták. Kevéssé szilárd és repedezett kőzetben kétrétegű falazatot készítettek, összesen 110 cm-esre növelt vastagsággal.
Bár a robbantás volt a választott fejtési mód, néhány helyen gépi fejtést alkalmaztak. A teljes homlokfelület egyidejű fejtését a változó geológiai viszonyok miatt többnyire elkerülték. Egy lánctalpas traktorra szerelt exkavátor jól alkalmazkodott a változó kőzetviszonyokhoz, együttműködött a robbantócsoporttal. A legnagyobb napi előrehaladás 16,8 m volt. A fejtési homlok előtti térben végzett injektálás sikerrel szilárdította a kőzetet, és zárta ki a vizet; a fejtés helye mögötti injektálás azonban a tervezők reményei ellenére nem szüntette meg a víz beszivárgását. Emiatt egyre fontosabbá vált a fejtési homlok előtti injektálás és a beszivárgás ellenőrzése, amit felderítő fúrásokkal végeztek.
Az injektálóhabarcsot külön vezetéken továbbították, addig késleltetve szilárdulását, amíg szükséges volt. A homloknál aztán az 1:3 víz/cement tényezőjű habarcsot 1:1 arányban keverték a kötést gyorsító vízüvegoldattal. Mindegyik repedezett zónában kereken 100, egyenként 60 m hosszú injektálófuratot készítettek. A fejtést akkor kezdhették, amikor a kőzet áteresztő képességi együtthatóját sikerült 10–5 cm/sec-re vagy annál kisebb értékűre csökkenteni. Összesen több mint 730000 m³ habarcsot injektáltak a tenger alatti szakasz 85%-ában. A szilárdítás ugyanannyi munkanapot emésztett fel, mint maga a fejtés.

### A vízbetörések
Az alagút tenger alatti szakaszának építése közben négy komoly vízbetörés volt. Szerencsére egyik sem járt halálesettel vagy súlyos sérüléssel. Leghosszabb ideig az 1978. évi tartott. Egy reggel a kiszolgáló alagútba áramló víz mennyisége 0,03 m³/percről 0,5 m³/percre, félórával később már 4 m³/percre növekedett. Tartalék szivattyúkkal állították helyre az egyensúlyt. Nemsokára azonban nagy robajjal 70 m³/percre nőtt a betörő vízmennyiség. Ideiglenes gátakat létesítettek homokzsákokból, de ezeket elmosta a víz, s a szivattyúkat hátrahagyva ki kellett üríteni a vágatot.
Néhány nap múlva újabb 32 m³/perc kapacitású szivattyút állítottak üzembe a vízbetörés helyétől 3 km-rel hátrébb, de csak hat nappal később tudtak három szivattyús kocsit és két úszó szivattyút lejuttatni. Ezek 30 cm átmérőjű csöveken nyomták el a vizet. A folyamatos szivattyúzás mellett egy hónap elteltével végre elértek a vízbetörés helyéig: a főalagút omlott be 75 m hosszban. Az építési munkát egy megkerülő vágat építése után újabb hat hónap múlva tudták folytatni. A betörő talajvízen kívül az építők még a nagy földnyomással, az alagútba beduzzadó talajféleséggel is megküzdöttek, nehezen megtartva az alagút megkívánt belső méretét.

### A tűzvédelem
Amilyen fontos az építés alatt a víztelenítés, épp olyan fontos az alagúti közlekedésnél a tűz megelőzése. 1972 novemberében tűz ütött ki egy vonaton Japán Hokuriku-alagútjában, amelynek 30 halálos és sokkal több sebesült áldozata volt. A vizsgálat megállapította, hogy ilyen esetben legjobb, ha az érintett vonat folytatja útját az alagút végéig. Számba véve a Cugaru-szoros szélességét, a tervezők attól féltek, hogy egy tűz miatt bajba jutott vonat esetleg nem fogja elérni az alagút nyitott végét. Ezért egymástól 23 km-re, s az alagút végeitől is egyenlő távolságra egy-egy „menekülőaknát” mélyítettek az alagútba. Az így keletkező 3 alagútszakasz ugyanolyan biztonságot teremt, mint amivel rövidebb alagutak rendelkeznek.
A „menekülőakna” által nyújtott biztonságot négy dolog garantálhatja:
- füstelszívó szellőzőgépek, melyek a függőleges aknákon keresztül eltávolítják a füstöt;
- ipari televíziós kamerás figyelőrendszer, és az utasok terelése a biztonságos hely felé;
- hőérzékelők és tűzriasztók,
- végül a fő aknát bélelő vízpermetező szórófejek.